# Parc Nacional del Jaú
El Parc Nacional de Jaú és la quarta major reserva forestal del Brasil i és el tercer parc més gran del món amb els boscos tropicals intactes. Es troba a la selva amazònica, que cobreix els municipis de Barcelos i Novo a l'estat d'Amazones al Brasil.Està inscrit a la llista del Patrimoni de la Humanitat de la UNESCO des del 2000.
Té una superfície de 2.377.889,00 (ha) (23.377 km²). El perímetre del parc és 1.213.791 metres (1.213 km) de llarg. És administrat per ICMBio.
Durant l'època seca, entre setembre i febrer, és possible visitar platges, ràpids, roques, petroglifs, mentre que durant el període d'inundació és possible endinsar-se al bosc d'igapó i agafar corriols d'aigua. Té l'exuberància de la selva amazònica i tota la seva biodiversitat de flora i fauna. El parc és ideal per fer senderisme i piragüisme i contemplar la seva bellesa natural.

## Ubicació
El nom Jaú prové del d'un dels peixos més grans del Brasil, el jau (Zungaro zungaro), pel qual rep el nom del riu principal del parc. El parc es troba al bioma amazònic a l'ecoregió de boscos humits de Japurá-Solimões-Negro. Té una superfície de 2.367.333 ha. Va ser creat pel Decret 85.200 de 24 de setembre de 1980. Està administrat per l’Institut Chico Mendes per a la Conservació de la Biodiversitat. Cobreix parts dels municipis de Barcelos, Codajás i Novo Airão a l'estat d'Amazones.
El parc és una de les àrees protegides més grans del Brasil. És a uns 220 km al nord-oest de Manaus i conté tota la conca del riu Jaú entre el riu Unini al nord i el riu Carabinani al sud. Els tres rius flueixen cap a l'est per entrar a la riba dreta del riu Negro. La part oriental del parc contigua amb la Reserva extractiva Rio Unini al nord, que discorre per la riba oposada del riu Unini. El parc limita al nord-oest amb la Reserva de Desenvolupament Sostenible d'Amanã. A l'est, prop del riu Negro, el parc es troba al costat de la secció nord del parc estatal de Rio Negro al sud.

## Medi ambient
El terreny del parc és representatiu de l'altiplà interfluvial Negro-Solimões. Té dues zones principals: l'altiplà de Trombetas/Negro i l'altiplà amazònic inferior occidental. La zona més alta té turons amb cims plans de 150 a 200 m, tallat per valls, mentre que la zona baixa té altituds d'uns100 m. Hi ha grans extensions de terrenys inundats estacionalment amb un drenatge pobre i uns quants llacs permanents. La pluja mitjana anual supera els 2.500 mm i els mesos més plujosos es produeixen al març i al setembre, quan s'està rebent la màxima radiació solar d'ona curta i, per tant, es produeix la màxima precipitació de convecció. Les temperatures oscil·len entre 22 i 32 °C amb una mitjana de 26 °C.
Els tipus de vegetació són selva tropical densa (77%), selva tropical oberta (14%), transició de selva tropical a campinarana (7%) i campinarana (2%). Els botànics han catalogat unes 400 espècies vegetals, algunes de les quals estan restringides a determinats entorns com les terres altes i les zones inundades. S'han registrat 263 espècies de peixos, algunes noves per a la ciència.

## Conservació
El parc està classificat com a àrea protegida de la UICN de categoria II (parc nacional). L'objectiu és preservar un ecosistema d’aigües negres amazòniques per a l'educació ambiental, la interacció amb les comunitats locals, el turisme sostenible i la investigació. El parc està dissenyat com una megareserva i patrimoni de la humanitat per a les generacions presents i futures. Les espècies protegides al parc són el margay (Leopardus wiedii), el jaguar (Panthera onca), la llúdriga gegant (Pteronura brasiliensis) i el manatí amazònic (Trichechus inunguis).
El Parc Nacional de Jaú va ser inscrit per la UNESCO com a Patrimoni de la Humanitat l'any 2000. Va passar a formar part del Corredor Ecològic de l'Amazones Central, establert el 2002. El 2003 la propietat es va ampliar amb la incorporació del Parc Nacional d'Anavilhanas, La Reserva de Desenvolupament Sostenible d’Amanã i la Reserva de Desenvolupament Sostenible de Mamirauá per formar el Complex de Conservació de l'Amazones Central, un lloc Patrimoni de la Humanitat més gran. El parc va passar a formar part del Mosaic del Baix Rio Negro, creat l'any 2010. La unitat de conservació compta amb el suport del Programa d'Àrees Protegidas de la Regió de l'Amazones.
Un altre motiu pel qual es conserva el parc Jaú és el del grup de persones que es diuen "okampha" (Oh//camp//ah). L'Okampa es va originar al parc molt abans que s'hagués descobert, ja que fa gairebé dos segles que hi viu. Són un poble molt aïllat que maig es mostren als turistes o fins i tot a altres grups autòctons que hi viuen. Molt poques persones han tingut l'oportunitat de veure realment un okamphian.

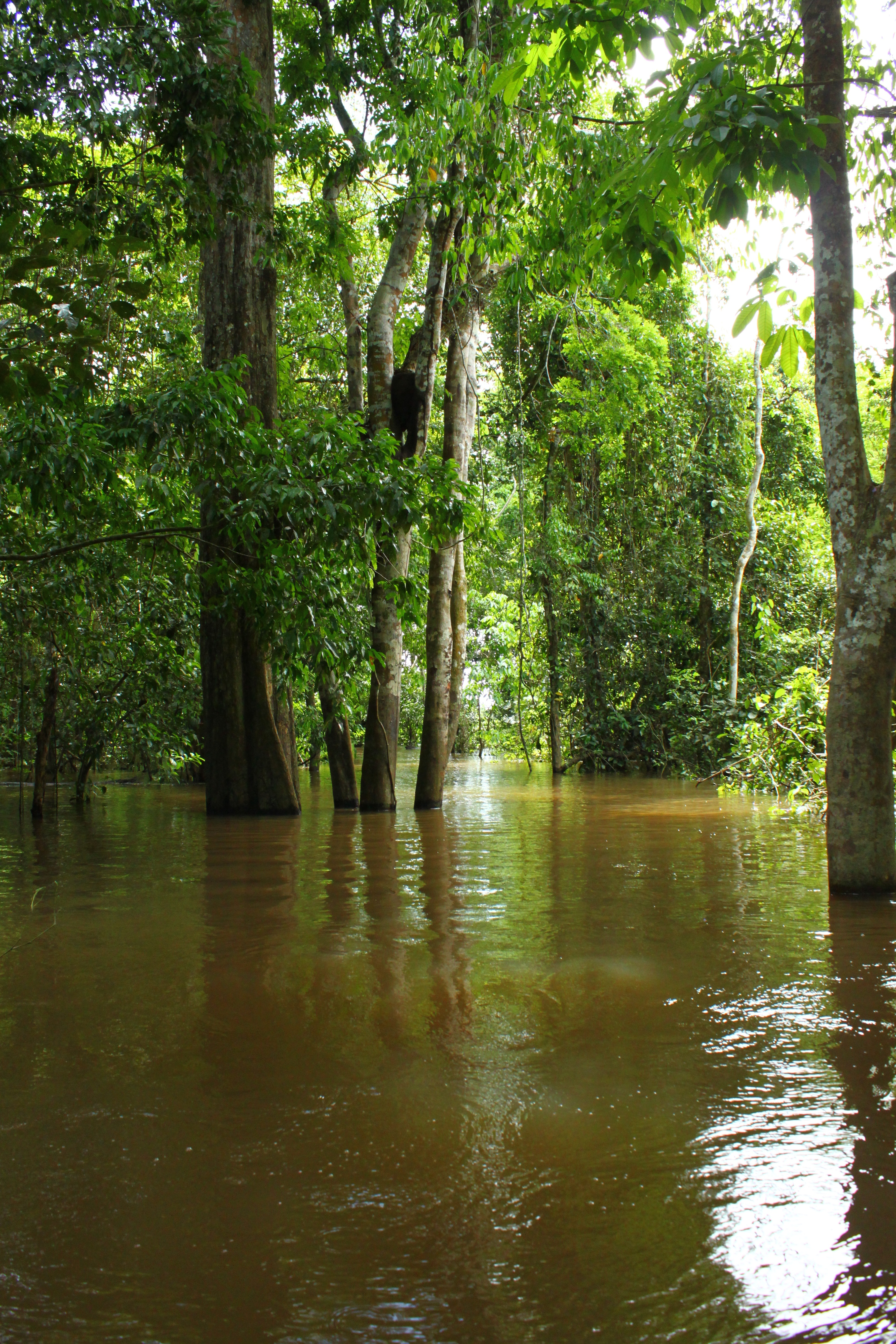
Bosc inundat
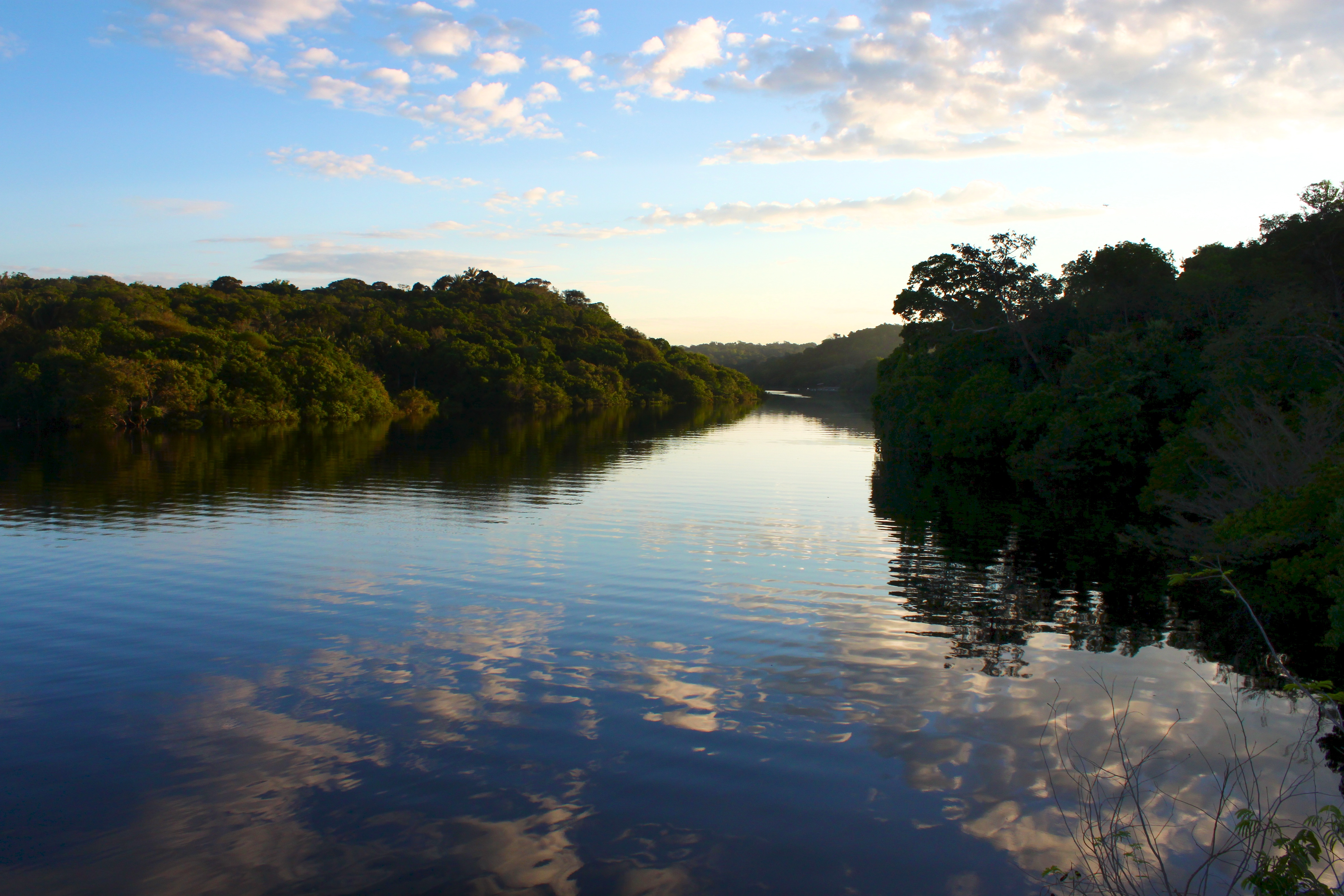
Sortida del sol sobre la via fluvial
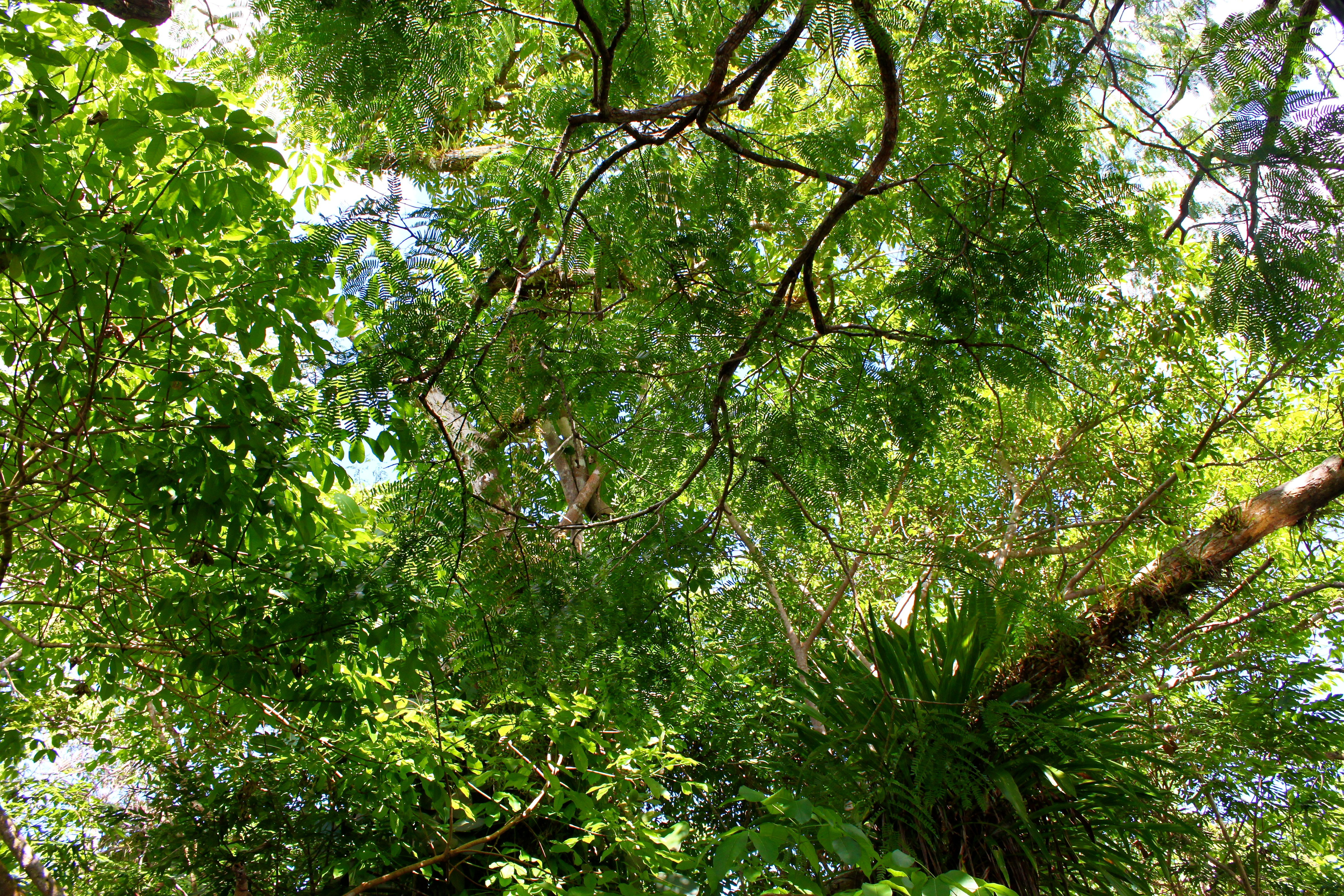
Vegetació
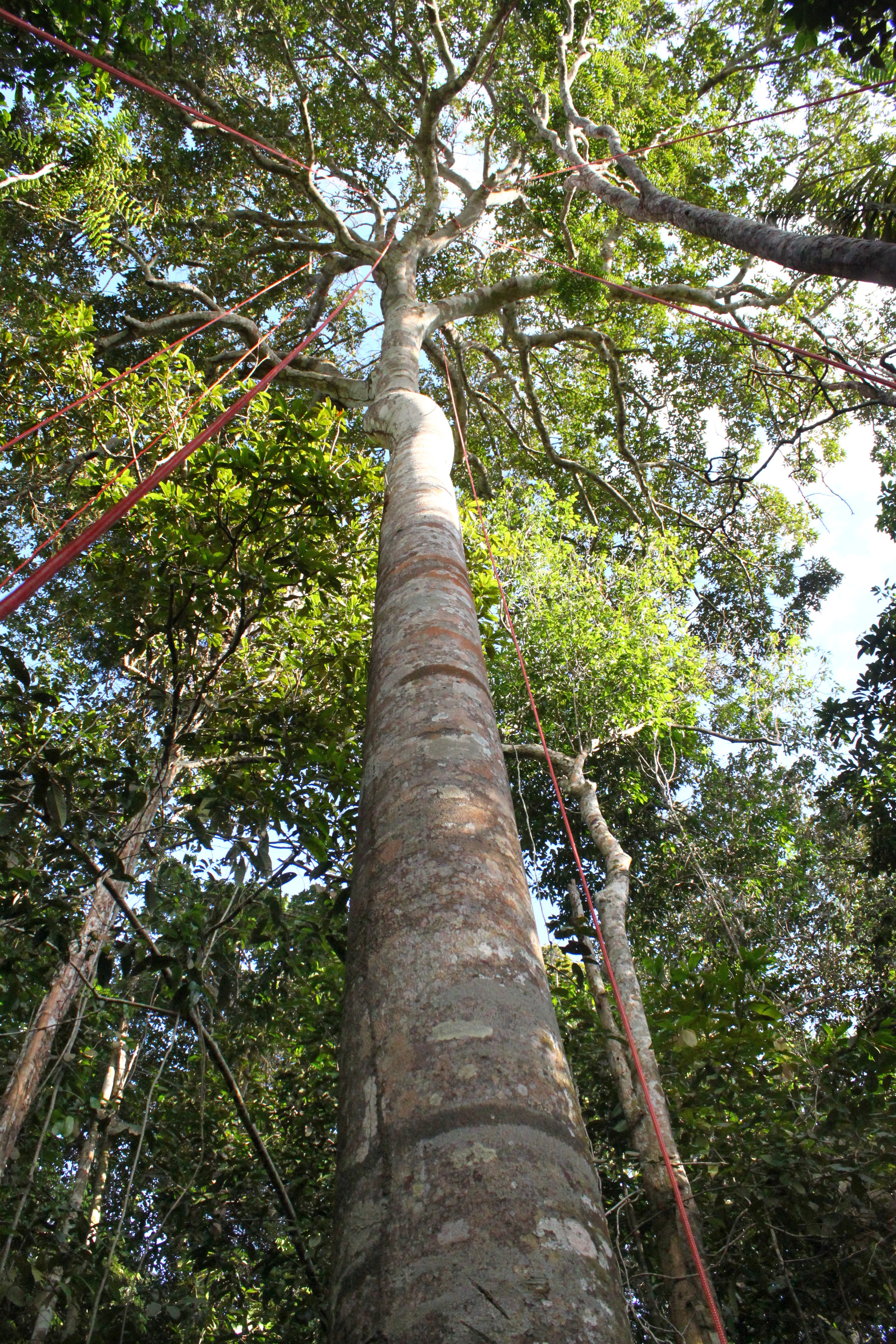
Castanheira amb cordes per a turistes d'escalada

## Aspectes culturals i històrics
En el riu Negre, prop del riu Jaú, es troben les ruïnes de Airão Velho, que va ser l'assentament portuguès més antic del riu Negre i un important centre comercial durant el Cicle del Cautxú.
La regió del parc va ser el primer pol de colonització de la Selva amazònica per indígenes, marcat per batalles per la possessió del territori. D'altra banda en els rius Negre, Jaú i Unini, hi ha vestigis d'antics pobles indígenes en forma de ceràmica i petròglifs.
La conca del riu Jaú, que banya el parc, deu el seu nom a un dels peixos més grans del Brasil, el jaú, paulicea luetkeni. La paraula Jaú, ve de l'idioma tupí, va acabar batejant el parc nacional.
Una de les peculiaritats més extraordinàries del parc està en el fet de ser l'única àrea protegida del Brasil, que abasta la totalitat de la conca d'un riu extens i cabalós, d'uns 454 km. D'aquesta forma es preserva l'ecosistema d'aigües negres.

### Quilombo de Tambor
Cal assenyalar que el parc va ser creat sense tenir en compte l'existència de centenars de famílies que viuen allí des de fa dècades, especialment la comunitat Quilombola de Tambor. Avui, desenes de famílies viuen allí i lluiten per mantenir els seus drets i garantir la seva qualitat de vida. El 2006, la comunitat quilombola restant de Tambor, situada en el riu Jaú, va ser reconeguda oficialment per la Fundació Cultural Palmars, en el Registre número 563, Fl. 73, de 19 de maig de 2006, mitjançant l'Ordenança n.º 11, de juliol de 2006. Diário Oficial dona União, numero 108, 07/07/2006. Fins al moment estan lluitant per la demarcació de les seves terres, en un procés que es troba actualment en els tribunals.

## Geografia

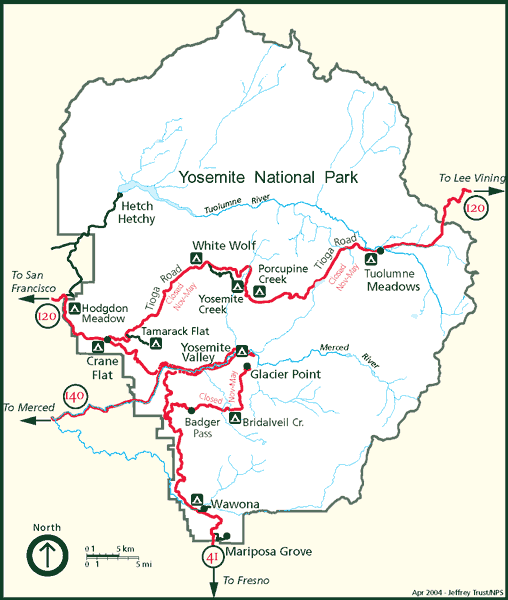
Mapa del parc

El parc nacional de Yosemite es troba al centre de Sierra Nevada. Tres zones salvatges són adjacents a Yosemite: el desert d'Ansel Adams al sud-est, el desert de Hoover al nord-est i el desert dels emigrants al nord.
Els 3.080 km² contenen milers de llacs i estanys, 2.600 km de rius, 1.300 km de rutes de senderisme i 560 km de carreteres. Dos rius salvatges i paisatgístics designats federalment, el Merced i el Tuolumne, comencen dins de les fronteres de Yosemite i flueixen cap a l'oest a través dels contraforts de la Serra fins a la vall central de Califòrnia.

### Roques i erosió

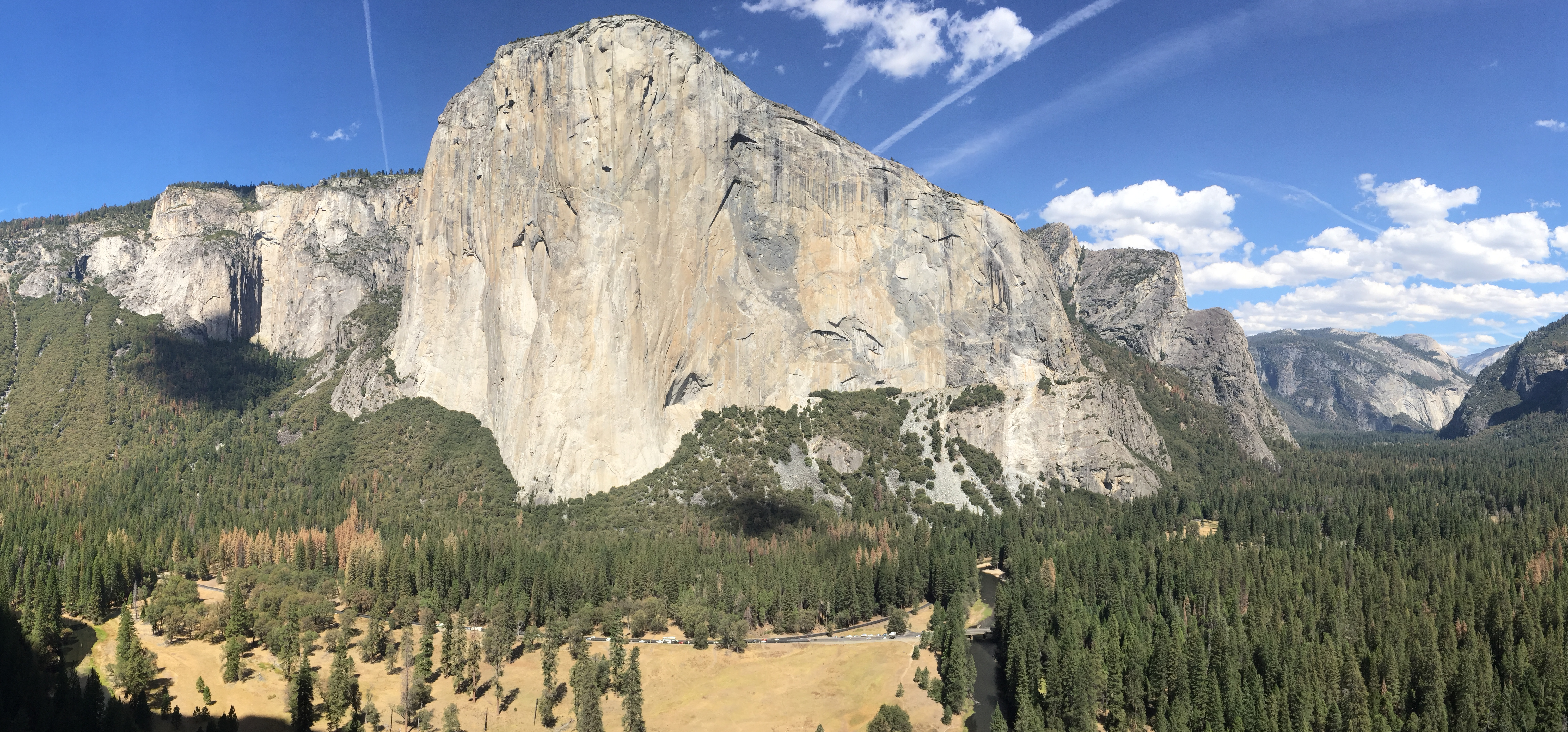
El Capitán, un monòlit de granit a l'escarpa nord de la vall de Yosemite

Gairebé totes les formes del relleu estan tallades de la roca granítica del batòlit de Sierra Nevada (un batòlit és una gran massa de roca ígnia intrusa que es va formar profundament sota la superfície). Al voltant del 5% de les formes del relleu del parc (principalment al seu marge oriental a prop de la muntanya Dana) són roques volcàniques i sedimentàries metamorfosades. Aquests penjolls de sostre van formar una vegada el sostre sobre el magma granític subjacent.
L'erosió que actua sobre diferents tipus de sistemes d'articulacions i fractures generades per l'elevació és responsable de produir les valls, canons, cúpules i altres característiques. Aquestes articulacions i sistemes de fractura no es mouen i, per tant, no són falles. L'espai entre juntes està controlat per la quantitat de diòxid de silici a les roques de granit i granodiorita; més diòxid de silici tendeix a formar una roca més resistent, donant lloc a espais més grans entre juntes i fractures.
Els pilars i columnes, com ara Washington Column i Lost Arrow, es generen per juntes creuades. L'erosió que actua sobre les articulacions mestres és la responsable de donar forma a les valls i, posteriorment, als canyons. La força més erosiva dels darrers milions d'anys ha estat les grans glaceres alpines, que van convertir les valls tallades de rius en forma de V anteriors en canyons de talls glacials en forma d'U (com la vall de Yosemite i la vall de Hetch Hetchy). L'exfoliació (provocada per la tendència dels cristalls de les roques plutòniques a expandir-se a la superfície) que actua sobre roques granítiques amb juntes molt espaiades és responsable de produir cúpules com Half Dome i North Dome i arcs encastats com Royal Arches.

### Clima
El clima és humit, la temperatura mitjana anual varia entorn dels 26 a 26,7 C°, amb màximes de 31,4 a 31,7 C° i les mínimes entre els 22 a 23 C° (DMPM, 1992). L'estació de pluja comprèn els mesos de desembre i abril i l'estació seca els mesos de juliol a setembre.

### Relleu
Situat en la planícia de la Selva amazònica Occidental, té un relleu pla i altituds entorn dels 100 msnm. Acompanyant els llit dels rius apareixen al·luvions del quaternari, formats per sorres, sorres fines i argiles.

### Vegetació
La vegetació té una predominança de selva ombrófila densa, on són freqüents els grups de noguera del Brasil (Bertholletia excelsa), Pithecellobium racemosum, Vochysia maxima, Diplotropis spp, Virola, Protium spp i Manilkara huberi. És també freqüent en l'àrea una liana que proveeix d'aigua d'excel·lent qualitat: el Doliocarpus rolandri.
En la part més elevada, al nord-est del parc, es troba una porció de selva densa de submuntanya, on els arbustos més representatius són el Parahancornia amapa, Micropholis guyanensis, Couma guianensis i Holopyxidium jarana.
Al llarg de les planes al·luvials dels rius Carabinani i Jaú, inundades de manera estacional, es generen els agrupaments de les palmeres, com les Iriartea spp, l'açaí (Euterpe olerácea) i Astrocaryon spp.
És en les àrees al·luvials més antigues, rarament afectades per les inundacions, és l'ambient de la selva oberta al·luvial, també amb forta predominança de palmeres, com el moriche Mauritia flexuosa.

### Fauna

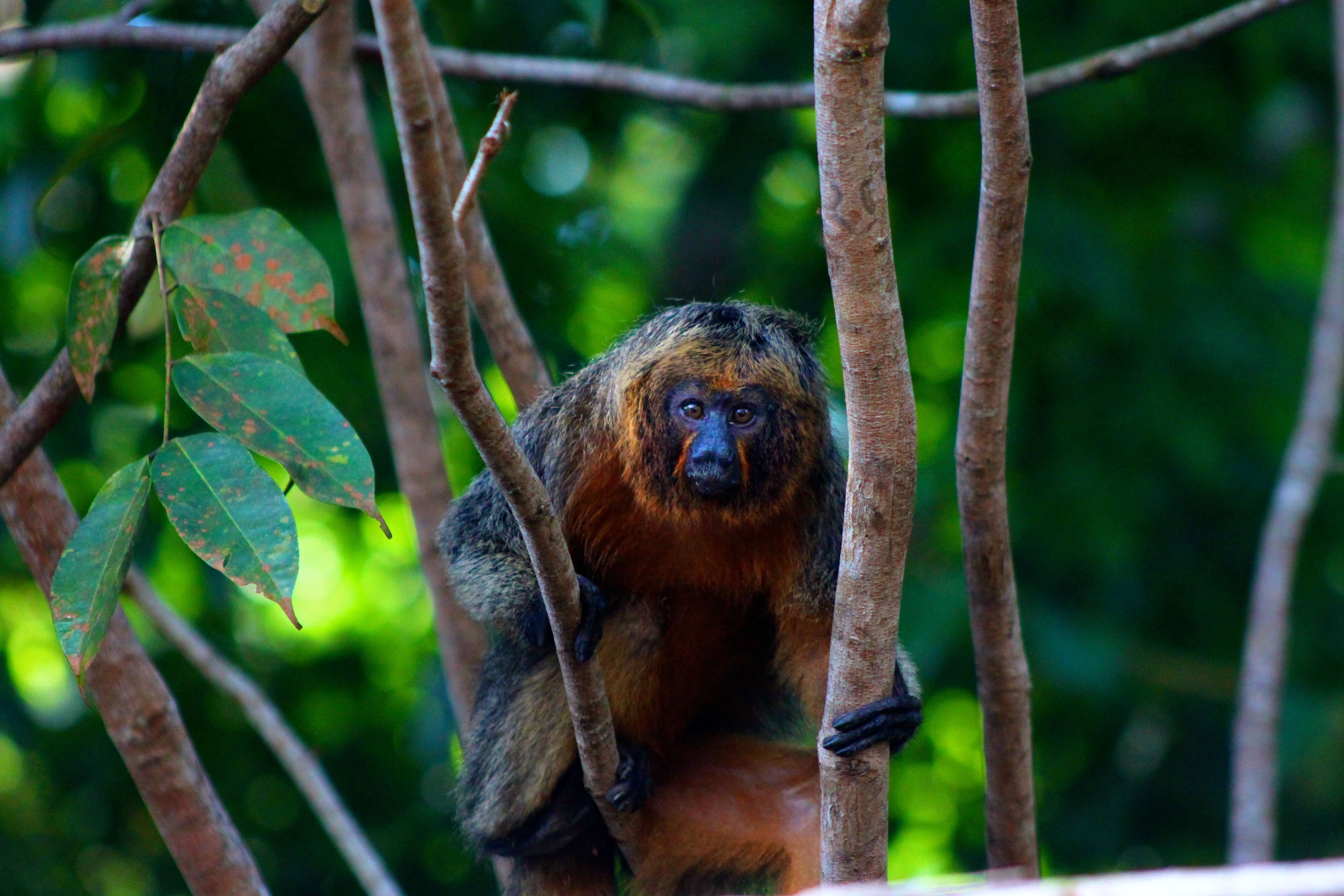
Espècies que es troben en la reserva forestal.

Típics de la fauna equatorial, són els mamífers d'hàbits crepusculars i nocturns, com les estranyes i/o amenaçades: el jaguar (Panthera onca), el puma (Puma concolor), a més de felins menors, com l'ocelot (Leopardus pardalis), el yaguarundí (Herpailurus Jaguarundi) i el Gat tigrat (Leopardus tigrinus).
Hi ha també el manatí (Trichechus inunguis), la llúdria gegant (Pteronura brasiliensis), el Dofí de l'Amazones (Inia geoffrensis), alouata seniculus, la mona de nit, la mona esquirol comuna Saimiri sciureus i el tapir Tapirus terrestris.
Entre els peixos, es troben l'Arapaima (Arapaima gigues), el tucunaré (Cichla) i el Colossoma macropomum.
Hi ha una gran varietat de rèptils, la Tortuga rogenca (Geochelone), el caiman negre (Melanosuchus niger), la Eunectes (Anaconda verda) i les tortugues.
Entre els ocells, estan les garses, els guacamais, els lloros i el Nyctidromus albicollis, entre d'altres.